# 桜MISSION〜プリキュアリレーション〜/君を呼ぶ場所
「桜MISSION〜プリキュアリレーション〜/君を呼ぶ場所」（さくらミッション プリキュアリレーション/きみをよぶばしょ）は、北川理恵/木村佳乃のシングル。2017年3月15日にマーベラスから発売された。

## 背景
2017年3月18日公開のアニメーション映画『映画 プリキュアドリームスターズ!』の主題歌を収録したシングル。
オープニングテーマの「桜MISSION〜プリキュアリレーション〜」は『Go!プリンセスプリキュア』『魔法つかいプリキュア!』で主題歌を担当した北川理恵が歌い、コーラスとしてこれまでプリキュアシリーズの楽曲に多く参加している五條真由美とうちやえゆかがコーラスで参加する。この曲はロックアレンジした挿入歌バージョンも作られている（同日発売のサウンドトラックに収録）。
エンディングテーマの「君を呼ぶ場所」は、映画ゲストキャラのシズク役を演じる女優の木村佳乃が歌う。木村はレコーディングした際の印象として「歌っていてとても澄んだ気持ちになれる曲です。友情をテーマにした歌詞がとても素敵です」と語っている。同年3月17日放送分の『ミュージックステーション』にて木村が出演し、この曲を披露した。
初回限定封入特典として、ジャケットサイズ・ステッカーが同梱されている。

## 収録曲
1. 桜MISSION〜プリキュアリレーション〜
歌：北川理恵、コーラス：五條真由美・うちやえゆか
作詞：青木久美子、作曲：小杉保夫、編曲：高木洋
  - 東映系アニメ映画『映画 プリキュアドリームスターズ!』オープニングテーマ
  - バンダイナムコエンターテインメントのスマートフォン用ゲーム『プリキュア つながるぱずるん』で2017年3月22日から行われたイベント「キラキラ！みんなでもう一度お花見！」でもステージBGMとして用いられた。
2. 君を呼ぶ場所
歌：木村佳乃
作詞：大久保薫・山崎寛子、作曲・編曲：大久保薫
  - 東映系アニメ映画『映画 プリキュアドリームスターズ!』エンディングテーマ
3. 桜MISSION〜プリキュアリレーション〜（オリジナル・カラオケ）
4. 君を呼ぶ場所（オリジナル・カラオケ）